# Vrchlabí
Vrchlabí (Duits: Hohenelbe) is een klein stadje in het district Okres Trutnov in de regio  Hradec Králové (Königgrätz) in het noorden van Tsjechië, gelegen aan de voet van het Oost-Boheemse Reuzengebergte (Krkonoše).
Het stadje huisvest toeristen en het hoofdkantoor van het Krkonoše Nationaal Park, in een 16e-eeuws kasteel.
De rivier de Elbe stroomt als een nog onbeduidend beekje door Vrchlabí. Daarnaast wordt de stad ingesloten door de kammen van de Zaly (Heidelberg), de Strazne hury (Wachur) en de Jankuv kopec (Jankaberg).
Bereikbaar vanaf Liberec via de lokale weg 14. Vrchlabí is tevens de toegang tot het hoger gelegen wintersportoord Špindlerův Mlýn (Duits: Spindlermühle).

## Geschiedenis
Hohenelbe ontstond waarschijnlijk begin 13e eeuw, in de tijd van de ontginning van het beboste en bergachtige gebied door Duitse boeren, mijn- en boswerkers. Er werd toen reeds ijzererts gedolven, naast erts van edele metalen. Dankzij het werk van Christopher von Gendorf verleende de Boheemse koning Ferdinand I aan Hohenelbe op 6 oktober 1533 vrije stadsrechten en werd zij een mijnstad. In de 19e eeuw kwam de mijnbouw en de productie van ijzer hier tot een einde. Langzamerhand ontwikkelden zich hier en in de omgeving textielindustrie, machinefabrieken, elektrotechnische fabrieken en autofabrieken. Tot 1946, toen de etnisch Duitse bevolking bloedig werd verdreven en verjaagd, was Hohenelbe, sinds 1919 ook Vrchlabí in Tsjecho-Slowakije, een Duits stadje in het beroemde Reuzengebergte met haar reus Rübezahl en talloze volksverhalen. Na 1946 werden Roma, Sinti alsook Tsjechische kolonisten in het gebied gevestigd.

## Bezienswaardigheden
Vrchlabí heeft een leuke stadskern en een kasteel met park. Tevens is er een botanisch park en het Krkonoše museum. Aan de rand van het dorp bestaat de mogelijkheid om te gaan zorben.

## Eten
Een specialiteit in Vrchlabi en omgeving, is de Trdelnik, een zoetig, kaneelbroodje dat iets weg heeft van een Zeeuwse Bolus. Verder zijn er in de kern van het dorp verschillende terrasjes en eettentjes te vinden. Ook is er een grote supermarkt.

## Geboren
- Victor Kugler (1900-1981), helper van de familie Frank
- Veronika Vítková (1988), biatlete
- Karolína Erbanová (1992), langebaanschaatsster
- Eva Samková (1993), snowboardster

## Zustersteden
- Baunatal, Duitsland
- Trouville, Frankrijk

## Afbeeldingen

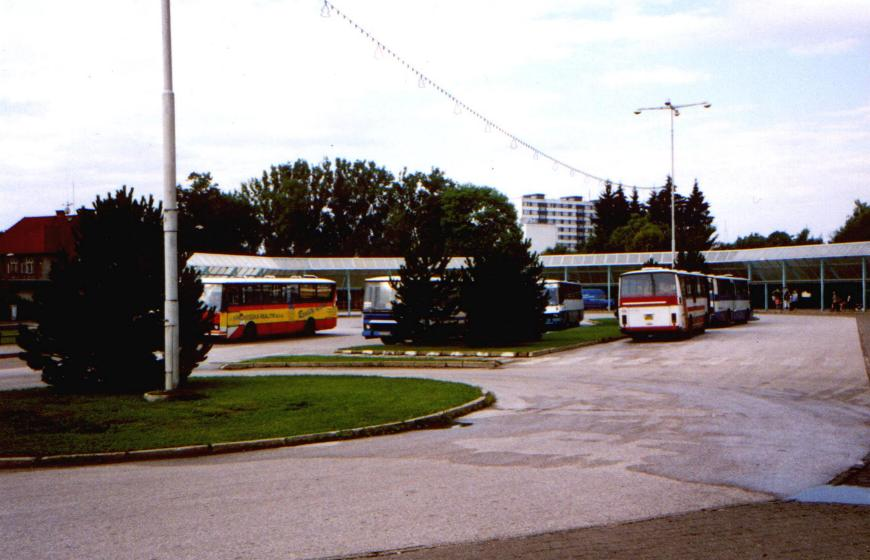
De regio-bushalte van Vrchlabí
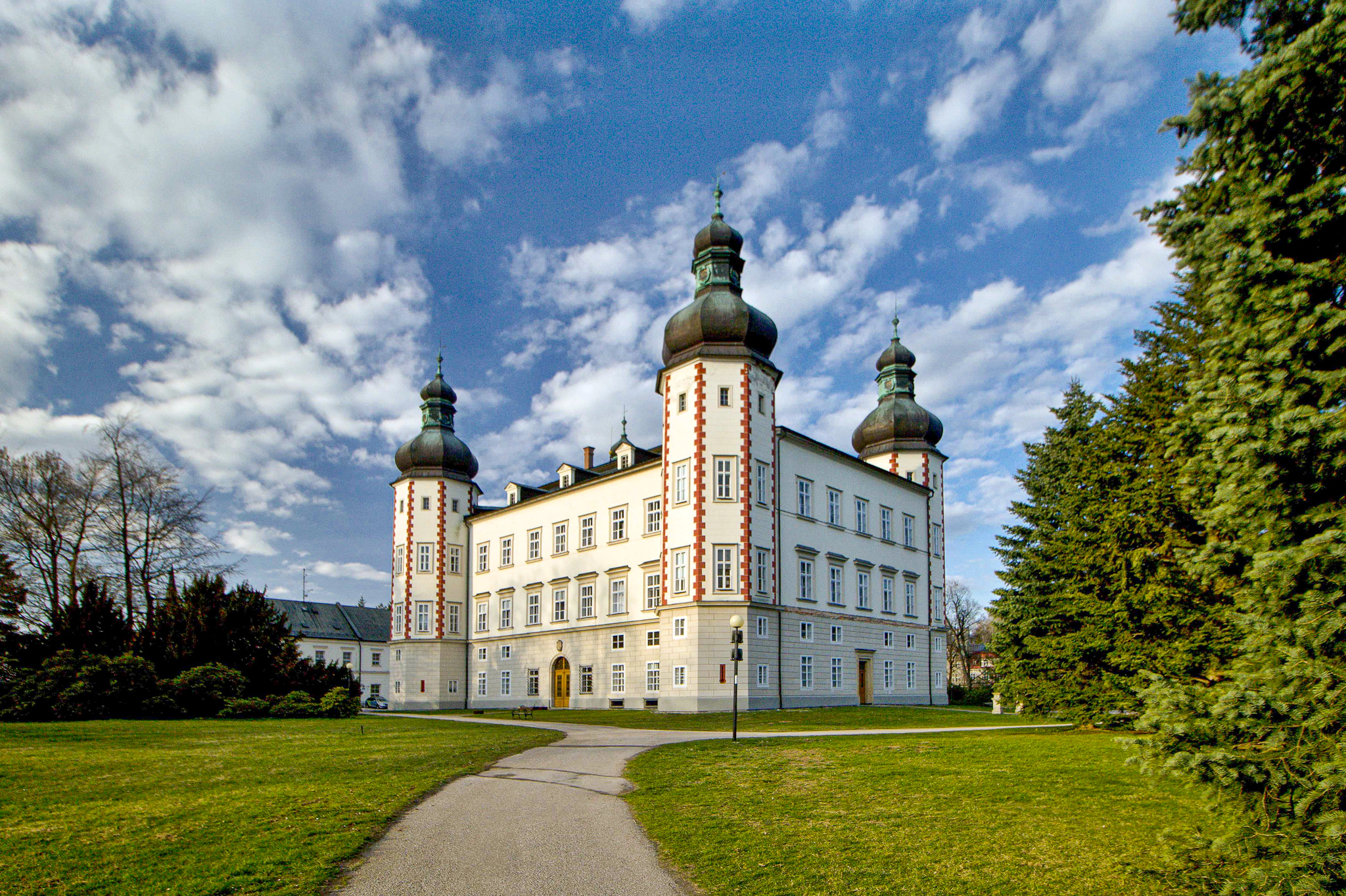
Het 16e-eeuws kasteel gelegen in het park
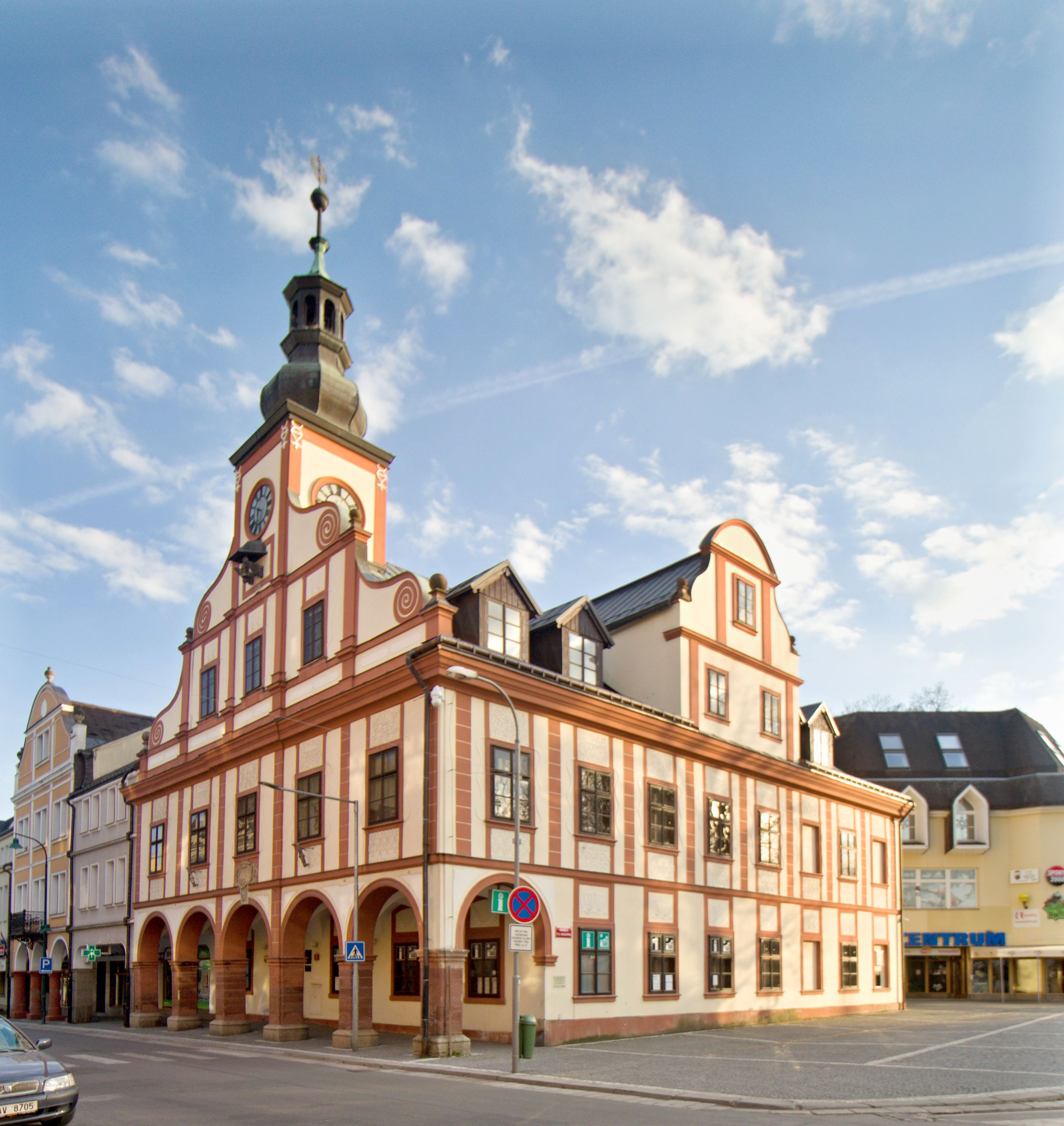
Stadhuis

Batňovice ·
Bernartice ·
Bílá Třemešná ·
Bílé Poličany ·
Borovnice ·
Borovnička ·
Čermná ·
Černý Důl ·
Dolní Branná ·
Dolní Brusnice ·
Dolní Dvůr ·
Dolní Kalná ·
Dolní Lánov ·
Dolní Olešnice ·
Doubravice ·
Dubenec ·
Dvůr Králové nad Labem ·
Hajnice ·
Havlovice ·
Horní Brusnice ·
Horní Kalná ·
Horní Maršov ·
Horní Olešnice ·
Hostinné ·
Hřibojedy ·
Chotěvice ·
Choustníkovo Hradiště ·
Chvaleč ·
Janské Lázně ·
Jívka ·
Klášterská Lhota ·
Kocbeře ·
Kohoutov ·
Královec ·
Kuks ·
Kunčice nad Labem ·
Lampertice ·
Lánov ·
Lanžov ·
Libňatov ·
Libotov ·
Litíč ·
Malá Úpa ·
Malé Svatoňovice ·
Maršov u Úpice ·
Mladé Buky ·
Mostek ·
Nemojov ·
Pec pod Sněžkou ·
Pilníkov ·
Prosečné ·
Radvanice ·
Rtyně v Podkrkonoší ·
Rudník ·
Stanovice ·
Staré Buky ·
Strážné ·
Suchovršice ·
Svoboda nad Úpou ·
Špindlerův Mlýn ·
Trotina ·
Trutnov ·
Třebihošť ·
Úpice ·
Velké Svatoňovice ·
Velký Vřešťov ·
Vilantice ·
Vítězná ·
Vlčice ·
Vlčkovice v Podkrkonoší ·
Vrchlabí ·
Zábřezí-Řečice ·
Zdobín ·
Zlatá Olešnice ·
Žacléř